# Universidade Estadual de Nova Iorque em Buffalo

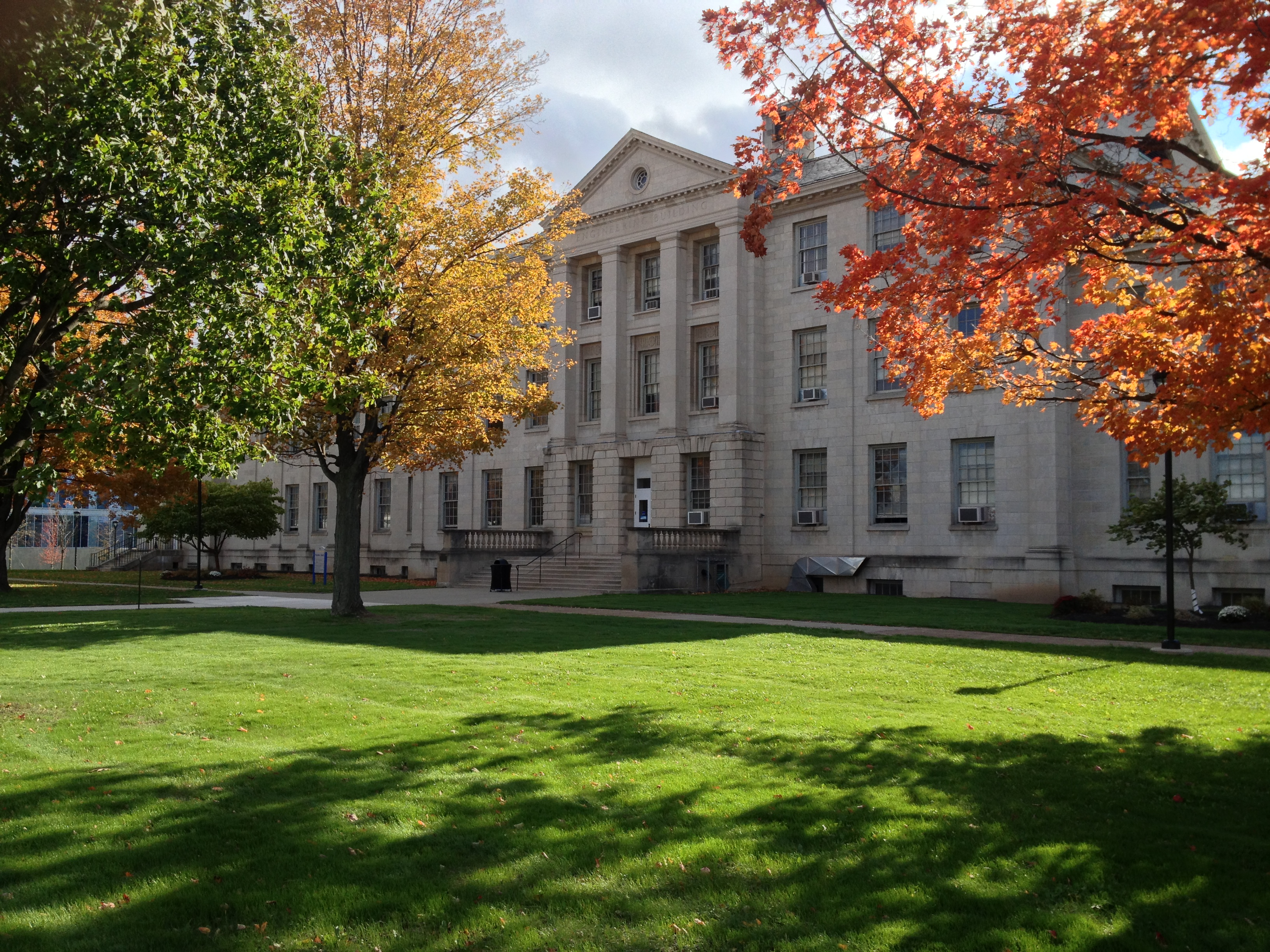
Foto do edifício Parker.

A Universidade Estadual de Nova Iorque em Buffalo (em inglês:  State University of New York at Buffalo, também designada University at Buffalo ou UB) é uma universidade estadual sediada em Amherst e Buffalo no estado de Nova Iorque.
Fundada em 1846 como instituição de ensino superior em medicina, foi designada até 1962 como Universidade de Buffalo. No início da década de 1960 passou a integrar a rede da Universidade Estadual de Nova Iorque.